# The Nothing
Pour les articles homonymes, voir Nothing.
Albums de Korn
The Serenity of Suffering
(2016) Requiem
(2022)
Singles
1. You'll Never Find Me
Sortie : 25 juin 2019
2. Cold
Sortie : 2 août 2019
3. Can You Hear Me
Sortie : 6 septembre 2019

The Nothing est le treizième album studio du groupe américain de nu metal Korn, sorti le 13 septembre 2019 sous le label Roadrunner Records.

## Liste des titres
| 1.    | The End Begins              | 1:31 |
| 2.    | Cold                        | 3:46 |
| 3.    | You'll Never Find Me        | 3:41 |
| 4.    | The Darkness Is Revealing   | 3:40 |
| 5.    | Idiosyncrasy                | 4:39 |
| 6.    | The Seduction of Indulgence | 1:43 |
| 7.    | Finally Free                | 3:53 |
| 8.    | Can You Hear Me             | 2:53 |
| 9.    | The Ringmaster              | 3:01 |
| 10.   | Gravity of Discomfort       | 3:35 |
| 11.   | H@rd3r                      | 4:47 |
| 12.   | This Loss                   | 4:41 |
| 13.   | Surrender to Failure        | 2:21 |
| 44:20 |                             |      |